# Miganovce
Miganovce (en serbocroata: Miganovce / Мигановце) o Miganoc (en albanés: Miganoc) es un pueblo en el municipio de Novo Brdo del distrito de Pristina de Kosovo.Miganovce es uno de los enclaves serbios en Kosovo.   

## Demografía
La evolución demográfica de Miganovce entre 1948 y 2011 fue la siguiente:
| 277                                                 | 295 | 368 | 415 | 284 | 136 | 34 |
| (Fuente: Population of Kosovo since Yugoslav times) |     |     |     |     |     |    |

Según el censo de 2011 (boicoteado parcialmente por los serbios), los serbios representaban el 100% de la población (35 personas).